# Odnawialne źródła energii

Logo OZE zaproponowane przez Melanie Maecker-Tursun

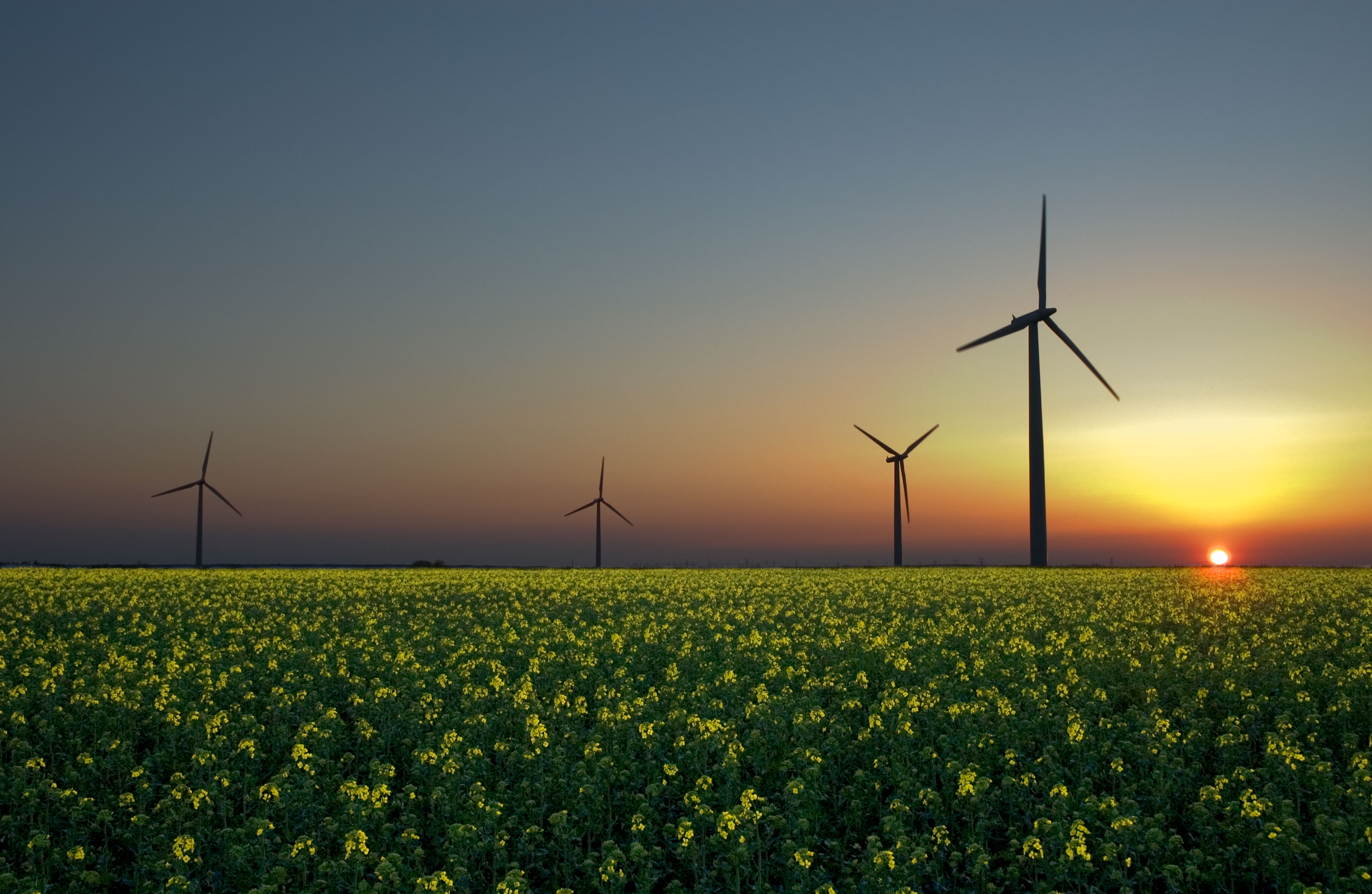
Wiatr, promieniowanie słoneczne i biomasa są przykładami odnawialnych źródeł energii

Odnawialne źródła energii – źródła energii, których wykorzystywanie nie wiąże się z długotrwałym ich deficytem, ponieważ ich zasób odnawia się w relatywnie krótkim czasie (surowce odnawialne). Takimi źródłami są słońce, wiatr, woda (rzeki, pływy i fale morskie), a także energia jądrowa w zamkniętym cyklu paliwowym, biomasa, biogaz, biopłyny oraz biopaliwa. Do energii odnawialnej zalicza się również ciepło pozyskane z ziemi (energia geotermalna), powietrza (energia aerotermalna), wody (energia hydrotermalna).
Przeciwieństwem źródeł odnawialnych są nieodnawialne źródła energii, czyli źródła, których zasoby odtwarzają się bardzo powoli bądź wcale: ropa naftowa, węgiel, gaz ziemny i uran pozyskiwany z kopalin.
Odnawialne źródła energii zaspokajały w 2019 roku 17,7% zapotrzebowania ludzkości na energię (według REN21, w tym uwzględniono 6,5% zużycia przez tradycyjne opalanie drewnem i innego typu biomasą, oraz 11,2% – nowoczesne technologie OZE), podczas gdy zgodnie z metodologią BP w 2018 roku wskaźnik ten wyniósł 10,9% (firma ta pomija tradycyjne opalanie drewnem i inną biomasą).
Na początku XXI wieku światowe inwestycje w odnawialne źródła energii rosły w sposób wykładniczy. Było to spowodowane z jednej strony spadkiem ich cen, a z drugiej strony dopłatami wprowadzanymi przez wiele państw. Inwestycje te są przedmiotem toczącej się debaty. Zwolennicy odnawialnych źródeł energii wskazują na problemy związane ze spalaniem paliw kopalnych, stanowiących źródło około 80% energii dla ludzkości: zanieczyszczenie środowiska, globalne ocieplenie i wyczerpywanie się zasobów. Ich przeciwnicy wskazują na wysokie koszty, niestabilność produkowanej energii, dodatkowe koszty ekologiczne i wątpliwy wpływ na zużycie paliw kopalnych.
W Polsce w 2022 roku według GUS odnawialne źródła energii zaspokajały 16,81% zapotrzebowania na energię.

## Najważniejsze źródła

Teoretycznie dostępna energia źródeł odnawialnych w porównaniu ze światowym zapotrzebowaniem sprzed kilku lat, gdy wynosiło 15 TW

Energia i moc uzyskiwane ze źródeł odnawialnych
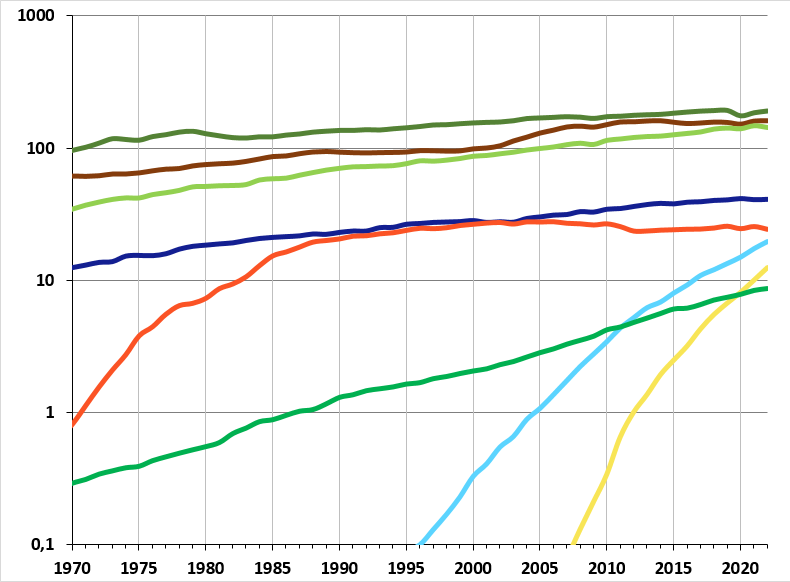
Legenda:     Ropa naftowa     Węgiel     Gaz ziemny     Hydroenergetyka     Energia jądrowa     Energia wiatrowa     Energia słoneczna     Inne odnawialne: biopaliwa, energia geotermalna i inne Energia (w EJ) uzyskana z różnych źródeł na świecie w latach 1970–2022[6]. Skala logarytmiczna
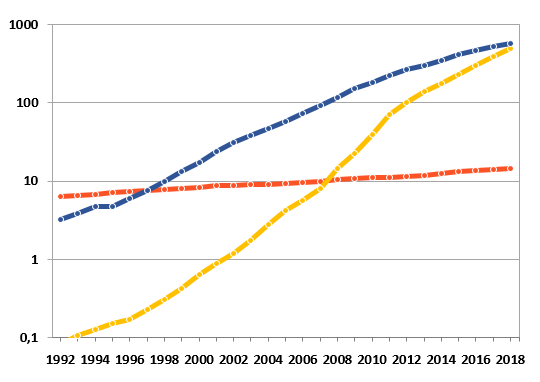
Moc (w GW) elektrowni wiatrowych (niebieski), słonecznych (żółty) i geotermalnych (czerwony) na świecie w latach 1992–2018[6]. Skala logarytmiczna

Według metodologii BP najintensywniej wykorzystywanym odnawialnym źródłem energii jest energia grawitacyjna wody. W 2018 roku odpowiadała ona za 62,8% energii z odnawialnych źródeł. Kolejne źródła to energia wiatru (19,0%), energia słoneczna (8,8%), biopaliwa (6,3%) oraz energia geotermalna. Według REN21 tradycyjne opalanie drewnem i innego typu biomasą dostarcza podobną ilość energii, co hydroenergetyka.
| Źródło energii       | 2010    | 2011    | 2012    | 2013    | 2014    | 2015    | 2016    | 2017    | 2018    | 2019    | 2021  | 2022  | Udział w 2022 r. |
| -------------------- | ------- | ------- | ------- | ------- | ------- | ------- | ------- | ------- | ------- | ------- | ----- | ----- | ---------------- |
| Ropa naftowa         | 4201,9  | 4245,7  | 4297,8  | 4350,3  | 4385,3  | 4465,8  | 4548,3  | 4607,0  | 4662,1  | 4610,5  | 4415  | 4555  | 31,5%            |
| Węgiel               | 3610,1  | 3782,5  | 3797,2  | 3867,0  | 3864,2  | 3769,0  | 3710,0  | 3718,4  | 3772,1  | 3770,0  | 3832  | 3857  | 26,7%            |
| Gaz ziemny           | 2714,3  | 2780,1  | 2852,6  | 2897,5  | 2917,1  | 2980,6  | 3052,6  | 3141,9  | 3309,4  | 3378,5  | 3497  | 3389  | 23,4%            |
| Energia jądrowa      | 626,2   | 600,0   | 559,5   | 563,8   | 574,9   | 582,8   | 591,8   | 597,1   | 611,3   | 595,3   | 605   | 576   | 4%               |
| Energia wodna        | 776,8   | 791,8   | 829,7   | 858,3   | 878,7   | 878,9   | 909,1   | 919,9   | 948,8   | 899,4   | 965   | 972   | 6,7%             |
| Pozostałe odnawialne | 170,6   | 203,6   | 238,8   | 282,5   | 319,5   | 368,5   | 416,8   | 490,2   | 561,3   | 692,1   | 955   | 1079  | 7,5%             |
| Całkowite zużycie    | 12099,9 | 12403,7 | 12575,5 | 12819,4 | 12939,8 | 13045,6 | 13228,6 | 13474,6 | 13864,9 | 13946,0 | 14296 | 14427 | 100%             |

| Typ elektrowni / instalacji   | 2010 | 2011 | 2012 | 2013 | 2014 | 2015 | 2016 | 2017 | 2018 | 2019 | 2020 | 2021 | 2022 |
| ----------------------------- | ---- | ---- | ---- | ---- | ---- | ---- | ---- | ---- | ---- | ---- | ---- | ---- | ---- |
| Wiatrowe                      | 198  | 238  | 283  | 319  | 370  | 433  | 488  | 540  | 591  | 650  | 743  | 824  | 899  |
| Słoneczne fotowoltaiczne (PV) | 39   | 70   | 100  | 138  | 178  | 228  | 305  | 407  | 512  | 621  | 760  | 861  | 1023 |
| Geotermalne                   | 10,0 | 10,1 | 10,5 | 10,7 | 11,2 | 11,8 | 12,3 | 12,7 | 13,3 | 13,9 | 14,1 |      |      |
| Fototermiczne (kolektory)     | 242  | 285  | 330  | 374  | 409  | 435  | 456  | 472  | 482  | 478  | 501  |      |      |

### Dostępność
Najobfitszym źródłem energii odnawialnej jest energia słoneczna. Do powierzchni Ziemi dociera 86 petawatów mocy, czyli około 5000 razy więcej, niż wynosi zapotrzebowanie ludzkości (około 18 terawatów [575 EJ/rok] w 2015 roku według U.S. Energy Information Administration). Około 1% tej mocy zamienia się w moc wiatrów, co oznacza, że sumaryczna moc wiatrów wynosi około 870 terawatów (prawie 50 razy więcej niż zapotrzebowanie ludzkości). Część mocy wywołuje parowanie wody, która następnie spada na Ziemię w postaci opadów i tworzy rzeki. Moc rzek, którą można wykorzystać do generowania energii, jest szacowana na 7,2 terawata (około 40% światowego zapotrzebowania). Energia geotermalna ma inne źródło – jest generowana przez rozpad radioaktywnych izotopów we wnętrzu Ziemi. Jej moc szacowana jest na około 32 TW.
Duży wpływ na wykorzystanie odnawialnych źródeł energii ma ich koncentracja. Choć najobfitszym źródłem energii jest energia słoneczna, jest ona też najbardziej rozproszona. 1 m² oświetlony słońcem w zenicie może otrzymać maksymalnie około 1 kilowata. Energia wiatru może być bardziej skoncentrowana: pojedyncza turbina wiatrowa może mieć moc kilku megawatów. Elektrownie wodne, wykorzystujące wodę spływającą z dużego obszaru, mogą wytwarzać moc rzędu gigawatów.

## Inwestycje
| Kraj/Region                        | 2010  | 2011  | 2012 | 2013 | 2014 | 2015  | 2016  | 2017  | 2018 | 2019 | 2020 | 2021 |
| ---------------------------------- | ----- | ----- | ---- | ---- | ---- | ----- | ----- | ----- | ---- | ---- | ---- | ---- |
| Europa                             | 106,7 | 127,6 | 89,0 | 52,2 | 63,6 | 58,5  | 64,9  | 46,3  | 59,3 | 54,0 | 81,8 | 79,7 |
| Stany Zjednoczone                  | 26,1  | 44,2  | 35,0 | 29,1 | 31,6 | 37,6  | 40,8  | 45,7  | 42,8 | 61,7 | 49,3 | 46,7 |
| Brazylia                           | 6,4   | 9,7   | 7,6  | 3,4  | 5,4  | 6,7   | 5,1   | 6,0   | 3,9  | 7,1  | 8,7  | 11,6 |
| Ameryka Pn i Pd bez USA i Brazylii | 11,1  | 9,1   | 10,0 | 12,0 | 14,6 | 11,5  | 6,6   | 13,1  | 9,8  | 13,5 | 9,1  | 9,7  |
| Chiny                              | 34,8  | 39,5  | 53,9 | 60,6 | 86,2 | 115,8 | 100,7 | 140,9 | 94,4 | 95,0 | 83,6 | 137  |
| Indie                              | 6,3   | 11,2  | 6,4  | 4,7  | 6,1  | 7,5   | 12,9  | 13,5  | 10,7 | 9,7  | 6,2  | 11,3 |
| Azja i Oceania bez Chin i Indii    | 15,0  | 20,2  | 27,1 | 41,1 | 50,8 | 48,0  | 38,2  | 37,2  | 45,4 | 45,3 | 51,2 | 56,8 |
| Afryka Północna i Bliski Wschód    | 2,2   | 2,1   | 3,3  | 2,2  | 5,6  | 6,0   | 5,2   | 8,3   | 10,0 | 8,9  | 10,9 | 12,8 |
| Afryka Subsaharyjska               | 2,0   | 1,3   | 6,6  | 5,0  | 3,2  | 5,4   | 2,6   | 2,4   | 6,9  | 3,3  | 2,8  |      |
| świat                              | 213   | 265   | 240  | 212  | 265  | 300   | 280   | 315   | 280  | 282  | 304  | 366  |

## Koszty
Mimo że odnawialne źródła energii takie, jak woda, wiatr czy słońce, są dostępne do wykorzystania za darmo, do końca XX wieku wykorzystanie ich było znacznie droższe od spalania paliw kopalnych. Rozwój technologii i zwiększenie skali ich wykorzystania spowodowało jednak stopniowy spadek cen. Od początku XXI wieku wiele państw zaczęło wprowadzać subwencje na energetykę odnawialną, co przyczyniło się do gwałtownego rozwoju tej branży i dalszego spadku cen.
Określenie opłacalności energetyki odnawialnej oraz energetyki opartej na nieodnawialnych źródłach jest skomplikowane, ponieważ każdy typ energii jest obecnie dotowany na różne sposoby. Dopłaty do energetyki paliw kopalnych na świecie w 2010 roku były 6 razy wyższe od dopłat do energii odnawialnej, jednak te drugie dostarczały 15-krotnie mniej energii. Zwolennicy odnawialnych źródeł wskazują, że przy analizie kosztów energii odnawialnej należy także uwzględniać korzyści środowiskowe i zdrowotne wynikające z ich zastosowania (np. w postaci ograniczenia emisji zanieczyszczeń) w stosunku do pozyskiwania energii z paliw kopalnych.
W 2013 roku w Niemczech dotacje dla energetyki odnawialnej miały wynieść ok. 20 mld euro. Obciążenie gospodarstwa domowego z tego tytułu to ok. 15–20 euro miesięcznie, przy czym z tej kwoty 6,5 euro/mies. to koszty wsparcia producentów „zielonej” energii. Kwoty te są wielokrotnie wyższe od uprzednio prognozowanych przez rząd, co wynika z bardziej dynamicznego rozwoju energetyki solarnej w tym kraju, a ten wynika m.in. ze spadku cen paneli słonecznych (więcej paneli=więcej dopłat). Konsekwencją jest m.in. wzrost wykorzystania kominków do ogrzewania domów. Oficjalne wyliczenia m.in. rządowej Agencji ds. Energii Odnawialnych RFN wskazują, że poziom publicznego wsparcia dla OZE jest znacząco niższy od korzyści (finansowych czy zdrowotnych i ekologicznych) dzięki nim uzyskanych. W sensie ekonomicznym publiczny program wsparcia OZE nie jest zatem jego subwencjonowaniem, ale inwestycją publiczną w produkcję czystej energii, poprawiającą stan zdrowia ludzi i stan środowiska. Wynika to z faktu, że każda wyprodukowana kilowatogodzina czy kilodżul energii z OZE zastępująca energię z nieodnawialnych źródeł energii poprawia m.in. stan zdrowia społeczeństwa oraz zmniejsza poziom kosztownych zanieczyszczeń środowiska.

## Kontrowersje
Rozwój energetyki odnawialnej wzbudza szereg kontrowersji. Krytycy wskazują na wysokie koszty inwestycji, konieczność wspierania elektrowni wiatrowych i słonecznych przez tradycyjne elektrownie, zagrożenia ekologiczne i zdrowotne oraz wątpliwy wpływ na całkowitą emisję CO2. Jednak analizy CBA wskazują na liczne korzyści przewyższające koszty początkowego wsparcia rozwoju OZE (stopniowo obniżanego w przeliczeniu na jednostkę wyprodukowanej energii), np. zdrowotne czy ekologiczne (m.in. ograniczenie zanieczyszczeń) oraz ekonomiczne (m.in. ograniczenie importu surowców energetycznych, tworzenie milionów nowych miejsc pracy) oraz ograniczanie emisji gazów cieplarnianych.

### Współspalanie – drewno jako biomasa
W Unii Europejskiej najintensywniej wykorzystywanym biopaliwem jest drewno dodawane do węgla w elektrowniach węglowych, należących głównie do największych koncernów energetycznych: w niektórych krajach (Polska, Finlandia) stanowi ponad 80% energii odnawialnej. Współspalanie jest intensywnie krytykowane przez sektor OZE, organizacje ekologiczne oraz partie: Zielonych i Twój Ruch. Biomasa do współspalania jest w większości importowana spoza Europy, co budzi krytykę ze względu na wysokie koszty oraz emisje CO2.

## Energia jądrowa a odnawialne źródła energii
Energia jądrowa, ze względu na wykorzystanie nieodnawialnego paliwa jakim jest uran, co do zasady nie jest formalnie klasyfikowana jako źródło odnawialne. Wyjątkiem jest energia jądrowa produkowana w zamkniętym cyklu paliwowym obejmującym recykling odpadów jądrowych w reaktorach typu FBR (reaktor prędki powielający). Obecnie w cyklu zamkniętym produkowana jest m.in. energia jądrowa w Rosji (reaktory BN-600 i BN-800). Energia jądrowa nie jest formalnie zaliczana do odnawialnych źródeł energii przez instytucje publiczne, m.in. przez Międzynarodową Agencję Energii, Unię Europejską. Wynika to z niewielkiego rozpowszechnienia technologii reaktorów powielających.
Energia jądrowa jest równocześnie źródłem niskoemisyjnym (mediana 12 gCO2eq/kWh wg IPCC) i charakteryzuje się bardzo wysoką gęstością energetyczną, co skutkuje niewielkim wykorzystaniem paliwa oraz powierzchni lądu. Opublikowany w 2021 roku raport Joint Research Centre Komisji Europejskiej na temat możliwości włączenia energii jądrowej do europejskiej taksonomii odnawialnych źródeł energii stwierdził:

Brak jest naukowych podstaw do twierdzenia, że energia jądrowa stwarza większe zagrożenie dla zdrowia ludzi lub środowiska, niż inne metody wytwarzania energii włączone do Taksonomii jako wspierające zapobieganie zmianom klimatycznym.

Amerykański Instytut Naftowy opisuje reaktory powielające, które produkują więcej paliwa niż zużywają, jako uważane za odnawialne źródło energii. Podobnie Komisja Brundtland w raporcie opublikowanym w 1987 roku zaliczyła reaktory powielające oraz przyszłe reaktory fuzyjne do odnawialnych źródeł. Zaliczenie to wynika z faktu, że podobnie jak przy innych odnawialnych źródłach energii, wykorzystywanie reaktorów powielających (takich jak działający od 1980 roku BN-600 w elektrowni w Biełojarsku) nie spowodowałoby wyczerpania się zasobów nawet w ciągu milionów lat.
W odróżnieniu od rozszczepienia jądrowego, które jest podstawą produkcji energii w konwencjonalnych reaktorach uranowych, kontrolowana synteza termojądrowa (fuzja) jest źródłem praktycznie odnawialnym, ponieważ jako paliwo wykorzystuje powszechnie występujące pierwiastki, takie jak izotopy wodoru i litu.

## Odnawialne źródła energii w Polsce

W 2022 OZE wyprodukowały w Polsce 36,8 TWh (20,6%) energii elektrycznej

W ustawie Prawo energetyczne odnawialne źródła energii zdefiniowano jako „źródła wykorzystujące w procesie przetwarzania energię wiatru, promieniowania słonecznego, geotermalną, fal, prądów i pływów morskich, spadku rzek oraz energię pozyskiwaną z biomasy, biogazu wysypiskowego, a także z biogazu powstałego w procesach odprowadzania lub oczyszczania ścieków albo rozkładu składowanych szczątek roślinnych i zwierzęcych”.
W Polsce nałożono obowiązek zakupu energii elektrycznej z odnawialnych źródeł energii, o czym mówi rozporządzenie Ministra Gospodarki z dnia 19 grudnia 2005 r. W rozporządzeniu podane zostały wielkości wzrostu udziału energii ze źródeł odnawialnych w zakresie od 2,65% w 2003 r. do 9% w 2010 roku. W 2006 r. przyjęto nowelizację ustawy, ustalając nowy poziom 10,4% w 2010 r.
W 2010 r. przyjęto nowelizację ustawy prawo energetyczne oraz nowe rozporządzenie.
27 lipca 2012 ogłoszona została trzecia wersja prawa o OZE, która całościowo ma regulować sprawy związane z energetyką odnawialną w Polsce. Ustawa wychodzi naprzeciw przepisom unijnym dotyczącym zielonej energetyki i obliguje Polskę do większego wsparcia tej gałęzi przemysłu. Planowano wejście w życie ustawy 1 stycznia 2013. Termin ten nie został jednak dotrzymany.
26 listopada 2012 w Sejmie odbyło się wysłuchanie obywatelskie na temat wdrożenia dyrektywy UE dotyczącej odnawialnych źródeł energii. Udział wzięli parlamentarzyści, eksperci i przedsiębiorcy związani z sektorem OZE.
Od połowy 2013 roku prowadzone były prace nad kolejną wersją ustawy o odnawialnych źródłach energii, która zawierać miała nowy system wsparcia w postaci aukcji OZE (przetargów w formie aukcji holenderskich, w których wyłaniany jest inwestor otrzymujący wsparcie).
Ustawa z 2015 roku o odnawialnych źródłach energii (OZE) miała pozwolić na uzyskanie do 2020 r. 15% udziału energii odnawialnej w całkowitym zużyciu energii.
W 2015 r. nastąpiła zmiana ustawy zapewniająca wsparcie dla prosumentów, czyli jednoczesnych producentów i konsumentów energii z małych źródeł odnawialnych. Możliwe stało się wykorzystanie wyprodukowanej energii na własne potrzeby oraz na rozliczanie nadwyżek.
W dniu 22 czerwca 2016 dodano zmiany do ustawy, m.in. definicję klastra energii
W dniu 14 lipca 2018 weszła w życie ustawa wprowadzająca zmiany do ustawy o odnawialnych źródłach energii, m.in. nowe definicje: biomasy pochodzenia rolniczego, biowęgla, toryfikatu, hybrydowej instalacji odnawialnego źródła energii oraz modernizacji, umożliwiając wytwórcom uzyskanie pomocy publicznej dla istniejącej instalacji OZE.
W dniu 19 lipca 2019 sejm RP VIII kadencji uchwalił nowelizację ustawy o odnawialnych źródłach energii.
W dniu 16 lipca 2020 sejm RP IX kadencji uchwalił kolejne poprawki wprowadzającą zmiany do ustawy o odnawialnych źródłach energii, m.in. nowe definicje: drewna energetycznego.
Dzięki unijnej polityce klimatycznej i kolejnym programom dotacji dla gospodarstw domowych w 2023 roku można pozyskać środki m.in. na zmianę źródła energii, na termomodernizację, na wentylację mechaniczną, na magazyn energii, na systemu retencji deszczówki
Struktura pozyskania energii ze źródeł odnawialnych w Polsce w roku 2019
| Biopaliwa stałe     | 65,56% |
| Energia wiatru      | 13,72% |
| Biopaliwa ciekłe    | 10,36% |
| Biogaz              | 3,15%  |
| Pompy ciepła        | 2,69%  |
| Energia wody        | 1,78%  |
| Energia słoneczna   | 1,40%  |
| Odpady komunalne    | 1,08%  |
| Energia geotermalna | 0,26%  |